# A Revolta dos Loucos (1920)
A Revolta dos Loucos foi um levante ocorrido em 27 de janeiro de 1920 no Hospital Nacional de Alienados (HNA), localizado na Praia Vermelha, Rio de Janeiro, durante o período da Primeira República Brasileira. O episódio envolveu mais de 40 internos da Seção Lombroso, ala reservada a pacientes considerados criminosos e perigosos. O motim resultou em destruição de instalações, incêndios e confrontos com a polícia e bombeiros. Considerado um marco nos debates sobre loucura, criminalidade e periculosidade, o episódio levou à fundação do primeiro manicômio judiciário do Brasil, em 1921.

## Contexto
Fundado em 1852 como Hospício Pedro II, o Hospital Nacional de Alienados foi a principal instituição psiquiátrica do Brasil Império e, posteriormente, da República. A partir de 1890, com a consolidação da República Velha, o hospital passou a adotar teorias degenerativas e raciais de origem europeia para categorizar e isolar pacientes com base em critérios morais, raciais e de classe. Foi nesse contexto que se criou, em 1903, a Seção Lombroso, destinada a indivíduos considerados “loucos criminosos” — nomeada em homenagem ao criminólogo italiano Cesare Lombroso.

## A revolta
Na noite de 27 de janeiro de 1920, internos da Seção Lombroso protagonizaram um motim de grandes proporções. Os pacientes incendiaram colchões, quebraram móveis e atiraram telhas nos transeuntes e funcionários. Segundo relatos jornalísticos da época, o ambiente era descrito como caótico, com a presença de figuras “satânicas” e “endemoniadas” pelos corredores. Entre os envolvidos estava Roberto Duque Estrada Godfroy, considerado o principal articulador do levante.
A revolta teve repercussão imediata na imprensa, que a noticiou com manchetes alarmistas como “A revolta dos loucos” e “Uma rebelião no hospício”. O governo federal mobilizou policiais, bombeiros e autoridades jurídicas para conter a situação. Cerca de 15 internos foram transferidos para a Casa de Correção.

## Consequências
O episódio teve repercussões diretas na política manicomial brasileira. Pouco tempo depois, em 1921, foi fundado o Manicômio Judiciário do Rio de Janeiro, destinado exclusivamente a “criminosos loucos”. A Seção Lombroso foi extinta. A revolta revelou os limites do modelo de internação psiquiátrica vigente e evidenciou a tensão entre práticas de cuidado e de punição.
Segundo o pesquisador Benjamin Dias Pacce, a Revolta dos Loucos é um acontecimento discursivo central para entender a emergência do manicômio judiciário no Brasil. A partir de uma análise do discurso, ele mostra como a categoria de “alienado perigoso” era central na justificativa para a institucionalização de práticas de contenção e segregação voltadas a sujeitos racializados e estigmatizados pela psiquiatria da época.

## Lima Barreto e o testemunho literário
O escritor Lima Barreto esteve internado duas vezes no Hospital Nacional de Alienados, em 1914 e 1919, devido ao alcoolismo e a um diagnóstico de neurastenia. A experiência nesses internamentos inspirou duas de suas obras mais significativas: Diário do Hospício e Cemitério dos Vivos, ambas de caráter autobiográfico e inacabadas. Nessas narrativas, Barreto critica as condições da instituição, o racismo estrutural da medicina e a exclusão social imposta aos considerados “anormais”.
Durante a Revolta dos Loucos, em janeiro de 1920, Lima Barreto estava novamente internado e aproveitou a confusão gerada pelo motim para deixar o hospital. No Diário do Hospício, ele relata o episódio, descrevendo o comportamento de Roberto Duque Estrada Godfroy, apontado como líder da rebelião, com ironia e compaixão. Já em Cemitério dos Vivos, o hospital aparece como um espaço de morte simbólica, onde a racionalidade científica é posta a serviço da repressão social.
A obra de Lima Barreto constitui uma das mais importantes críticas literárias à psiquiatria da Primeira República, revelando os limites das práticas manicomiais, o uso político da medicina e o preconceito racial e de classe embutido no sistema de internação compulsória.